# Les 4 ponts d'Audierne
Le pont d'Audierne dit "Pont ou Grand Pont du Goyen" permet de relier les communes d'Audierne et de Plouhinec (Finistère), enjambant la rivière du Goyen. Depuis 1856 jusqu'à nos jours, cette appellation a successivement désigné en fait quatre constructions qui se sont relayées entre Le Stum du côté Audierne et Beg Ar Chap du côté Poulgoazec (Plouhinec).